# Atlético Concepción Banda del Río Salí
Club Atlético Concepción – argentyński klub piłkarski z siedzibą w mieście Banda del Río Salí leżącym w prowincji Tucumán.

## Osiągnięcia
- Udział w mistrzostwach Argentyny Nacional: 1980, 1982, 1983
- Mistrz Liga Tucumana de Fútbol (5): 1989, 1993, 1995, 1996, 2000

## Historia
Klub założony został 27 grudnia 1909 roku i gra obecnie w prowincjonalnej lidze Liga Tucumana de Fútbol.